# Enrica Cipriani
Enrica Cipriani (* 28. Oktober 1988 in Verona) ist eine ehemalige italienische Skirennläuferin. Sie war auf die schnellen Disziplinen Abfahrt und Super-G spezialisiert.

## Biografie
Cipriani bestritt ihre ersten FIS-Rennen im Januar 2004, der erste Start im Europacup folgte im Februar 2006. In den Jahren 2007 und 2008 nahm sie an den Juniorenweltmeisterschaften teil und erreichte als bestes Resultat den 16. Platz im Super-G 2008. In der Europacupsaison 2008/09 erreichte sie mit dem zehnten Platz im Super-G von Kvitfjell am 29. November erstmals die Top 10, beim Finale im März in Crans-Montana belegte sie den neunten Platz in der Abfahrt und den achten Platz im Super-G. 
Cipriani gab am 20. Februar 2009 ihr Debüt im Weltcup und holte am 1. März desselben Jahres im Super-G von Bansko mit Rang 27 ihre ersten Weltcuppunkte. Im Europacup erreichte sie in der Saison 2009/10 in der Abfahrt in St. Moritz als Dritte ihren ersten Podestplatz und damit in der Disziplinenwertung Rang fünf. Am 25. März 2010 wurde sie Italienische Meisterin im Super-G. Am 8. Februar 2012 gewann sie mit dem Super-G von Jasná erstmals ein Europacuprennen, mit einem zusätzlichen dritten Platz entschied sie in der Saison 2011/12 die Super-G-Wertung für sich. Am 20. Januar 2013 gewann Cipriani mit Platz 28 im Super-G von Cortina d’Ampezzo zum zweiten Mal in ihrer Karriere und gleichzeitig zum ersten Mal seit knapp vier Jahren Weltcuppunkte. Einen Monat später musste sie die Saison wegen eines Kreuzbandrisses im rechten Knie vorzeitig beenden.
In der Folge fand Cipriani den Anschluss an die Weltspitze nicht mehr, weshalb sie am Ende der Saison 2014/15 vom Spitzensport zurücktrat. Sie begann daraufhin für das Management von Lindsey Vonn zu arbeiten und heiratete deren Trainer Chris Knight. Seit 2018 ist sie Medien- und Sponsorenbetreuerin der Neuseeländerin Alice Robinson.

## Erfolge

### Weltcup
- 2 Platzierungen unter den besten 30

### Europacup
- Saison 2009/10: 5. Abfahrtswertung, 8. Super-Kombinations-Wertung
- Saison 2011/12: 2. Gesamtwertung, 1. Super-G-Wertung, 2. Abfahrtswertung, 7. Super-Kombinationswertung
- 7 Podestplätze, davon 1 Sieg:

| Datum           | Ort   | Land     | Disziplin |
| --------------- | ----- | -------- | --------- |
| 8. Februar 2012 | Jasná | Slowakei | Super-G   |

### Juniorenweltmeisterschaften
- Altenmarkt 2007: 36. Abfahrt
- Formigal 2008: 16. Super-G

### Weitere Erfolge
- Italienische Meisterin im Super-G 2010
- 1 Podestplatz im South American Cup
- 7 Siege in FIS-Rennen